# ケイト・ナッシュ
ケイト・ナッシュ（Kate Nash、1987年7月6日 - ）は、イングランドのシンガーソングライター、女優。

## プロフィール
イングランド系の父親とアイルランド系の母親の間、イングランドの首都ロンドン・ハーロウ・ロンドン特別区ハーロウで出生する。幼少からピアノやギターを学び、両親の影響でビートルズ、ローリング・ストーンズ、ハリー・ニルソン、ウィリー・ネルソン、ジョニー・キャッシュ、ジャニス・ジョプリンなどを聴く。米国ロックバンドのホールと米国のミュージシャンのキャスリーン・ハンナに影響を受けた。アデル、エイミー・ワインハウス、ジェシー・J、レオナ・ルイス、ケイティ・メルアらを輩出したブリット・スクールを卒業。元来、役者を志していたがいくつかの演技関係高等教育機関の入学試験に失敗する。彼女はファッションブランドのリバーアイランドやレストランのチェーン店ナンドなどで働く。ほどなくして階段から落ちて足を骨折、療養中の自宅で退屈から逃れるため曲作りを始める。書いた曲を披露するため地元でいくつかのギグをし、のちに、MySpaceにホームレコーディングをアップロードし人気を得る。2007年2月5日にモシモシ・レコーズよりデビュー・シングル「Caroline's a Victim」を発売、イギリスで2000枚のみの販売だった楽曲はすぐに完売した。同年4月、ポリドール・レコード所有のフィクション・レコードと契約、同年6月18日に2枚目のシングル「Foundations」をリリース、全英シングルチャートで第2位を記録した。同年8月6日にリリースされたアルバム『メイド・オブ・ブリックス』は全英アルバムチャートで第1位を獲得、英国レコード産業協会よりプラチナディスク認定される。また、全米のアルバムチャートの初週で16,000枚を売り上げる。2007年の中頃、ワイヤレス・フェスティバル、グラストンベリー・フェスティバル、レディング・フェスティバル、T in the Parkといった様々な音楽祭でパフォーマンスを行う。ブリット・アワードで3部門にノミネートされ、2008年2月9日、ブリット・アワード最優秀女性アーティスト賞を授与された。バーナード・バトラーが音楽プロデューサーとして参加したセカンド・アルバム『マイ・ベスト・フレンド・イズ・ユー』を2010年4月19日にリリースした。当初のアルバム名は『Crayon Full Of Colour』だったがパオロ・ヌティーニの楽曲タイトル「Pencil Full Of Lead」に似ていたため変更した。アルバムは全英アルバムチャートで第8位を獲得、同アルバムからの先行シングル「Do-Wah-Doo」は2010年4月12日にリリースされ全英シングルチャートで第15位を記録。
映画役者デビューとなった2012年に公開されたダニエル・アルグラント監督によるシンガーソングライターのジェフ・バックリィを描いた米国の伝記映画『Greetings from Tim Buckley』でペン・バッジリーとイモージェン・プーツとともに出演、同作品は2012年9月9日の第37回トロント国際映画祭でプレミア上映された。作家マックス・バリーの同名小説を原作とする2013年の米国ドラマ映画『マイ・デンジャラス・ビューティー』にアンバー・ハード、シャイロ・フェルナンデス、ケラン・ラッツらと共演し、彼女はベス役を演じる。同映画は2013年5月1日にビデオ・オン・デマンド形式でリリースされ、2013年6月7日に米国で劇場公開された。また、2013年のイギリスのコメディ映画『Powder Room』では主要な役柄の一人を演じた。

## ディスコグラフィ

### アルバム
| 年                                        | タイトル                                                 | アルバム詳細                                                                                            | チャート最高位 | チャート最高位 | チャート最高位 | チャート最高位 | チャート最高位 | チャート最高位 | チャート最高位 | チャート最高位 | チャート最高位 | 認定                           |
| 年                                        | タイトル                                                 | アルバム詳細                                                                                            | UK             | AUS            | AUT            | BEL            | GER            | IRE            | NLD            | SWI            | US             | 認定                           |
| ----------------------------------------- | -------------------------------------------------------- | --- | -------------- | -------------- | -------------- | -------------- | -------------- | -------------- | -------------- | -------------- | -------------- | ------------------------------ |
| 2007                                      | メイド・オブ・ブリックス Made of Bricks                  | - 発売日: 2007年8月6日 - レーベル: Fiction、Polydor - フォーマット: CD、LP、音楽配信 - 全英売上: 10万枚 | 1              | 67             | 51             | 20             | 38             | 8              | 41             | 39             | 36             | - UK: プラチナ - GER: ゴールド |
| 2010                                      | マイ・ベスト・フレンド・イズ・ユー My Best Friend Is You | - 発売日: 2010年4月19日 - レーベル: Fiction、Polydor - フォーマット: CD、LP、音楽配信                   | 8              | 50             | 14             | 35             | 6              | 26             | 47             | 23             | 62             |                                |
| 2013                                      | ガール・トーク Girl Talk                                 | - 発売日: 2013年3月4日 - レーベル: Have 10P - フォーマット: CD、LP、音楽配信                            | 85             | —              | 71             | 185            | 55             | 61             | —              | —              | 123            |                                |
| 2018                                      | Yesterday Was Forever                                    | - 発売日: 2018年3月30日 - レーベル: Grrrl Gang - フォーマット: CD、LP、音楽配信                         | 128            | —              | —              | —              | —              | —              | —              | —              | —              |                                |
| "—"は未発売またはチャート圏外を意味する。 |                                                          | |                |                |                |                |                |                |                |                |                |                                |

### EP
- iTunes Festival: London 2010 (2010年、Polydor)
- Death Proof (2012年、Have 10P)
- Have Faith With Kate Nash This Christmas (2013年、Have 10P)
- Agenda (2017年、Girl Gang)

### シングル
- "Caroline's a Victim" (2007年)
- "Foundations" (2007年)
- "Mouthwash" (2007年)
- "Pumpkin Soup" (2007年)
- "Merry Happy" (2008年)
- "Do-Wah-Doo" (2010年)
- "Kiss That Grrrl" (2010年)
- "Later On" (2010年)
- "3AM" (2013年)
- "OMYGOD!" (2013年)
- "Fri-End?" (2013年)
- "Sister" (2014年)
- "Good Summer" (2016年)
- "My Little Alien" (2016年)
- "Agenda" (2017年)
- "Call Me" (2017年)
- "Drink About You" (2018年)
- "Life in Pink" (2018年)
- "Hate You" (2018年)
- "Trash" (2019年)
- "Body Heat" (2019年)
- "Bad Lieutenant" (2019年)

## フィルモグラフィ
- Greetings from Tim Buckley（2012年）
- 『マイ・デンジャラス・ビューティー』 - Syrup（2013年）
- Powder Room（2013年)
- 『GLOW: ゴージャス・レディ・オブ・レスリング』 - GLOW (2017年)